# Ha-Cofe
Ha-Cofe (hebrejsky הצופה‎, doslova Pozorovatel) byl hebrejský psaný deník vycházející v Izraeli v letech 1937-2007.
Za vznikem deníku stálo hnutí náboženského sionismu Mizrachi. Později byl přímo napojen na politickou stranu Mafdal. Jeho zakladatelem byl v srpnu 1937 rabín Me'ir Bar Ilan. S deníkem byli spojeni četní izraelští politici národně-náboženského proudu jako Šabtaj Danijel, který dlouhodobě zasedal v redakční radě nebo Elijahu Moše Ganchovski, který patřil mezi další zakladatele tohoto periodika.
Dle údajů z roku 1995 patřil deník ha-Cofe k menším izraelským periodikům, s denním nákladem pod 5000 kusů. Počátkem 21. století začal vykazovat prohlubující se ekonomické ztráty. V té době jej odkoupili Ron Lauder a Šlomo Ben Cvi (respektive na ně napojená společnost Hirsch Media). Později byl sloučen s deníkem Makor rišon. V roce 2007 došlo k jeho redukcí a přechodu na týdeník. 26. prosince 2008 bylo i jeho vydávání zastaveno.
Jméno ha-Cofe neslo v minulosti vícero jiných židovských periodik. Počátkem 20. století například vycházel deník ha-Cofe ve Varšavě. Přispíval do něj mimo jiné Moše Smilansky.